# Nystalea biumbrata
Nystalea biumbrata är en fjärilsart som beskrevs av William Schaus 1928. Nystalea biumbrata ingår i släktet Nystalea och familjen tandspinnare. Inga underarter finns listade i Catalogue of Life.